# 실비 키니기

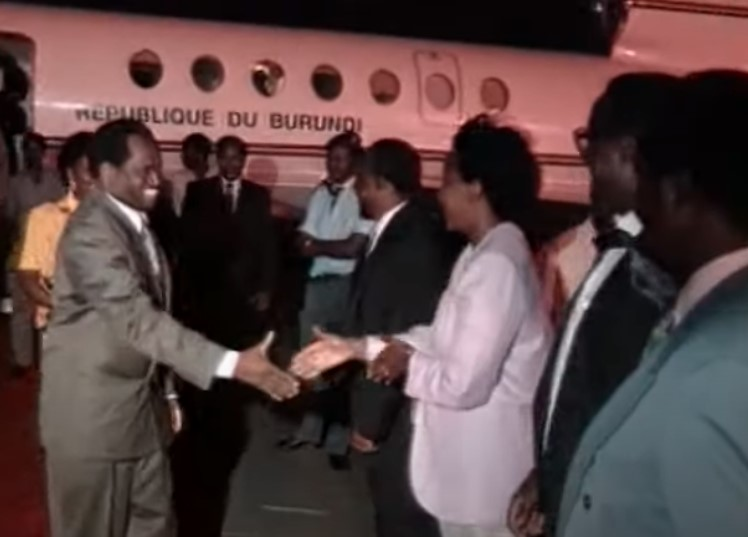
1993년 부줌부라 공항에서 멜키오르 은다다예 대통령을 맞이하는 키니기 총리(오른쪽에 보이는 여성)

실비 키니기(Sylvie Kinigi, 성씨: Ntigashira, 1953년 11월 24일 ~ )는 부룬디의 정치인이자 경제학자로, 1993년 7월 10일부터 1994년 2월 7일까지 부룬디의 총리, 1993년 11월부터 1994년 2월 5일까지 대통령 대행을 맡은 두 번째 아프리카 여성이 되었다.
투치족 가문에서 태어났으며 1979년 부룬디 대학교에서 은행학 학위를 취득했고, 파리의 방케르 직업센터(Centre de Formation de la Profession Bancaire)에서도 학위를 받았다. 정치적으로 키니기는 당시 부룬디의 유일한 합법 정당인 UPRONA(Union pour le Progrès national)과 긴밀하게 제휴했으며 UPRONA의 하위 그룹인 부룬디 여성 연합(Union des Femmes Burundaises)의 중앙 회원으로 1986년 활동했다. 해당 자격으로 여성에게 혜택을 주기 위한 입법 개정과 정부 조치를 위해 로비 활동을 했다. 1990년에 키니기는 부룬디 공화국 은행에 고용되어 연구 및 통계 부서를 이끌었고 다음 해에는 부룬디의 구조 조정 프로그램을 담당하게 되었다.
1993년 여름 부룬디는 자유 선거를 치렀고 UPRONA의 라이벌인 FRODEBU(Front pour la Démocratie au Burundi)가 승리했다. 부룬디의 새로운 FRODEBU 대통령인 멜키오르 은다다예는 7월 10일 부룬디의 키니기 총리를 임명했다. 키니기는 자신이 총리였을 때 경제 발전을 추구하고 싶었지만 투치족과 후투족 사이의 민족적 긴장이 완화되기 전까지는 이것이 달성될 수 없다고 생각했다. 그래서 그녀는 민족 화해를 최우선 과제로 삼겠다고 선언했다. 10월 21일 은다다예 대통령과 몇몇 다른 관리들이 쿠데타 시도로 투치족 군인들에 의해 살해되었고, 그녀는 살아남은 최고위 관리이자 사실상 부룬디 국가의 수장이 되었다.
쿠데타가 실패하자 프랑스 군 경비 하에 거주지로 돌아갈 수 있을 때까지 프랑스 대사관에서 살아남은 장관들과 합류했다. 그녀의 정부는 쿠데타 이후 인종 폭력을 억제할 수 없음이 입증되었지만 그녀는 시프리앵 은타랴미라를 차기 대통령으로 선출할 수 있는 정치적 타협을 중재하는 데 핵심적인 역할을 했다. 1994년 그가 취임하자 사임하고 부룬디 상업은행(Banque Commerciale du Burundi)에서 임원직을 맡았다. 그 후 2008년 부룬디로 돌아와 독립 경제 컨설턴트가 되기 전까지 여러 국제 직책을 맡았다.